# 門馬直人
門馬 直人（もんま なおと、1973年1月23日 - ）は、日本の映画監督、映像作家、映画プロデューサー。

## 来歴・人物
東京都練馬区生まれ。神奈川大学経済学部卒業。
株式会社リクルートの広告ディレクターを経て、映画製作会社ドッグシュガーを立ち上げ、以降、映画・TVドラマのプロデューサー・キャスティングプロデューサーとして活動を続ける。その後、and picturesに参加、監督とプロデューサーを兼任する。
2012年に初監督した短編映画「ミネストローネ」が、Short Shorts Film Festival &Asia2013 JAPAN部門に正式ノミネート、監督2作品目の「ハヌル -SKY-」（2013年）は、ミュージックShort 部門のグランプリ：UULAアワードを受賞。続けて2013年には、アーティストコラボショートフィルム企画：SHORT MOVIE CRASHの全体プロデューサーとそのうちの１作品「柩」（コラボアーティスト：Chicago　Poodle）を監督。
「ホテルコパン」（主演：市原隼人／2016年公開）で初の長編監督デビュー。2014年、UULAとShort Shorts Film Festival&Asiaの共同製作ミュージックショートフィルム「君を想う」（主演：倉科カナ、アーティスト：浜崎あゆみ）を監督した。

## 監督作品

### 長編映画
- ホテルコパン（2016年2月13日公開、脚本：一雫ライオン、出演：市原隼人、近藤芳正、大沢ひかる、前田公輝、水田芙美子、栗原英雄、玄理、大谷幸広、李麗仙、清水美沙）[6][7]
- サブイボマスク（2016年6月11日公開、脚本：一雫ライオン、出演：ファンキー加藤、小池徹平、平愛梨、温水洋一、斉木しげる、いとうあさこ、小林龍二、武藤敬司、泉谷しげる　島ぜんぶでおーきな祭 第8回沖縄国際映画祭　特別招待作品[8][9][10]
- イイネ!イイネ!イイネ!（2017年6月24日公開、脚本：一雫ライオン、出演：クレイジーケンバンド、ハリン、菜々緒、伊原剛志、中野英雄、山口智充、宮川大輔、他　島ぜんぶでおーきな祭 第8回沖縄国際映画祭　特別招待作品[11][12]

### ドラマ
- 逃亡料理人ワタナベ（全10話中 第1・2・5・6・9・10話を監督）（2019年3月23日 - 、ひかりTVにて先行配信）脚本：一雫ライオン / 出演：池内博之、岸谷五朗、尚語賢、魏一、中村蒼、三浦貴大、新津ちせ、門田宗大、中野良子、いとうあさこ、筧利夫[13]
- あなた犯人じゃありません（全8話中 第1 - 4話を監督）（2020年1月8日 - 3月5日、テレビ東京「木ドラ25」（木曜深夜1時）にて放映）脚本：土屋亮一、西条みつとし、根本宗子、冨坂友、福田卓也 / 出演：日比野芽奈、山崎樹範、北乃きい ほか[14]
- 三笠のキングと、あと数人（全6話中 第3、5話を監督）（2025年4月25日 - 5月30日、北海道放送）脚本：我人祥太、林青維 / 出演：高杉真宙、柄本時生 ほか

### ショートフィルム
- MinestronE（ミネストローネ）（2012年、脚本：浅沼晋太郎、出演：高木拓哉、広村美つ美、吉川まりあ）Short Shorts Film Festival&Asia2013 JAPAN部門正式出品、International ShorTS Film Festival2014（イタリア）特別上映[15]
- ハヌル-SKY-（2013年、脚本：一雫ライオン、出演：玄里、大谷幸広）Short Shorts Film Festival&Asia2013ミュージックShort 部門UULAアワード受賞
- SHORT MOVIE CRASH『柩』（2013年、脚本：佐藤寛子、音楽：Chicago Poodle、出演：麻亜里、角島美緒、長谷川初範）
- 君を、想う（2014年、脚本：一雫ライオン、出演：倉科カナ、駿河太郎、主題歌：浜崎あゆみ）UULAとShort Shorts Film Festival&Asia2014共同特別製作
- なんでもない日（2018年10月20日公開、脚本：門馬直人、出演：夕帆、蜂谷晏海、芳野正朝、西川可奈子、川口直人、平安輝、須田菜月、藤島大輔、田中乃り音 音楽：田中隼人
- ブレス  新波涼太との共同監督 SHORT TRIAL PROJECT2018（2019年3月16日公開、脚本：眞武泰徳、出演：川添野愛、黒澤はるか、近藤芳正、伊藤悌智、中村僚志、龍健太、武内おと、萬歳光恵、梛野里佳子、京極美奈、タケウチヨウスケ、福山香温、野口紗世子、西谷麻糸呂、阿部大将、黒田光彦、折笠慎也、田中清貴、すズきさだお、鈴木えりか、和田真季乃、荒川龍、竹内晶子、後藤壮大 音楽：堤裕介
- The Last Memories（2023年11月11日公開、脚本・撮影：門馬直人　出演：冴木柚葉、内海誠子、しばたりな、狩野博文、橋本達）

## プロデュース・キャスティング作品

### 映画[16]
- 人斬り銀次（2003年、監督：宮坂武志、出演：竹内力、夏八木勲、つぐみ、鶴見辰吾、麿赤兒、古尾谷雅人、石橋蓮司）アシスタントプロデューサー
- ハーケンクロイツの翼（2003年、監督：片嶋一貴　出演：小栗旬、伴杏里、山根和馬、遠藤雄弥、韓英恵、津田寛治、鈴木清順）プロデューサー
- グロヅカ（2005年、監督：西山洋市、出演：森下千里、三津谷葉子、安藤希、伊藤裕子）キャスティング
- ナイチンゲーロ（2005年、監督：末永賢　出演：石坂ちなみ、江川有未、橋本真実、鈴木葉月、平田弥里、吉井怜）キャスティングプロデューサー
- パラ族（2006年、監督：安藤光造　出演：山口翔悟、阿井莉沙、星あや、永山たかし、益若つばさ、伊藤裕子、ルー大柴）プロデューサー
- スピードマスター（2007年、監督：須賀大観　出演：中村俊介、北乃きい、内田朝陽、中山祐一朗、大友康平）アソシエイトプロデューサー
- 小森生活向上クラブ（2008年、監督：片嶋一貴　出演：古田新太、栗山千明、忍成修吾、有森也実、佐野史郎、豊原功補）プロデューサー
- トミカヒーロー レスキューフォース 爆裂MOVIE マッハトレインをレスキューせよ!（2008年、監督：岩本晶/江良圭　出演：猪塚健太、岩永洋昭、早見優、安田大サーカス、山里亮太、藤岡弘、）プロデューサー
- ガクドリ（2011年、監督：江良圭　出演：木ノ本嶺浩、加藤和樹、三浦葵、杉本有美、高知東生）キャスティング
- アジアの純真（2011年、監督：片嶋一貴　出演：韓英恵、笠井しげ、黒田耕平、丸尾丸一郎、白井良明、若松孝二）プロデューサー　第40回ロッテルダム国際映画祭出品、ロンドンレインダンス映画際2010出品、パリシネマ映画祭2010出品、春川国際学生平和映画際2009出品
- たとえば檸檬（2012年、監督：片嶋一貴　出演：韓英恵、有森也実、綾野剛、内田春菊、古田新太、室井滋、伊原剛志）プロデューサー
- 戦争と一人の女（2013年、監督：井上淳一　出演：江口のりこ、永瀬正敏、村上淳、高尾祥子、柄本明）キャスティング　湯布院映画祭2012/あきた十文字映画祭2013
- TAP 完全なる飼育（2013年、監督：片嶋一貴　出演：前川伶早、有森也実、西沢仁太、高川裕也、山根和馬、千原せいじ、竹中直人）キャスティング
- SHORT MOVIE CRASH（2013年）プロデューサー
- 7s（2015年、監督：藤井道人）出演：深水元基、渕上泰史、アベラヒデノブ、須賀貴匡　プロデューサー[17]
- スクロール（2023年、監督：清水康彦）出演：北村匠海、中川大志、松岡茉優、古川琴音　ラインプロデューサー
- アングリースクワッド　公務員と７人の詐欺師（2024年、監督：上田慎一郎）出演：内野聖陽、岡田将生、川栄李奈、森川葵、後藤剛範、上川周作、鈴木聖奈、真矢ミキ、皆川猿時、神野三鈴、吹越満、小澤征悦　プロデューサー

### テレビドラマ
- 魔弾戦記リュウケンドー（2006年 テレビ東京系、子供向け特撮テレビシリーズ全52話、出演：山口翔悟、源、井村空美、佐藤寛子、細川ふみえ、清水圭）ラインプロデューサー
- トミカヒーロー　レスキューフォース（2008年、テレビ東京系、子供向け特撮テレビシリーズ全51話、出演：猪塚健太、野口征吾、はるの、長谷川恵美、岩永洋昭、安田大サーカス、早見優）キャスティングプロデューサー
- 大魔神カノン（2010年、テレビ東京系、特撮TVシリーズ全26話、出演：里久鳴祐果、眞島秀和、長澤奈央、山中崇、森豪士、柴田理恵、上篠恒彦、長門裕之）共同プロデューサー

### 配信ドラマ
- インシデンツ2（2024年　DMM　全６話　出演：さらば青春の光、伊藤健太郎、ヒコロヒー、みなみかわ、加藤浩次、他）プロデューサー
- アングリースクワッド　Episode0（2024年　Lemino 全３話）出演：岡田将生、森川葵、後藤剛範、森田想、清水美砂